# Coccidiphaga
Coccidiphaga är ett släkte av fjärilar. Coccidiphaga ingår i familjen nattflyn.
Kladogram enligt Catalogue of Life:
| Coccidiphaga | \| \| Coccidiphaga augusta \| \| \| \| \| \| Coccidiphaga cretacea \| \| \| \| \| \| Coccidiphaga exasperalis \| \| \| \| \| \| Coccidiphaga exasperata \| \| \| \| \| \| Coccidiphaga futilis \| \| \| \| \| \| Coccidiphaga gibbosa \| \| \| \| \| \| Coccidiphaga nitidula \| \| \| \| \| \| Coccidiphaga scitula \| \| \| \| \| \| Coccidiphaga virginalis \| \| \| \| |
|              | \| \| Coccidiphaga augusta \| \| \| \| \| \| Coccidiphaga cretacea \| \| \| \| \| \| Coccidiphaga exasperalis \| \| \| \| \| \| Coccidiphaga exasperata \| \| \| \| \| \| Coccidiphaga futilis \| \| \| \| \| \| Coccidiphaga gibbosa \| \| \| \| \| \| Coccidiphaga nitidula \| \| \| \| \| \| Coccidiphaga scitula \| \| \| \| \| \| Coccidiphaga virginalis \| \| \| \| |
|              | Coccidiphaga augusta |
|              | |
|              | Coccidiphaga cretacea |
|              | |
|              | Coccidiphaga exasperalis |
|              | |
|              | Coccidiphaga exasperata |
|              | |
|              | Coccidiphaga futilis |
|              | |
|              | Coccidiphaga gibbosa |
|              | |
|              | Coccidiphaga nitidula |
|              | |
|              | Coccidiphaga scitula |
|              | |
|              | Coccidiphaga virginalis |
|              | |